# Nationalratspräsident (Schweiz)
Der Nationalratspräsident der Schweizerischen Eidgenossenschaft ist Mitglied des Nationalrats sowie dessen Vorsitzender sowie auch Vorsitzender der (Vereinigten) Bundesversammlung. Am 2. Dezember 2024 wurde Maja Riniker (FDP) zur Präsidentin gewählt.

## Aufgaben
Der Nationalratspräsident leitet die Sitzungen des Nationalrates und der Vereinigten Bundesversammlung und hat zusätzliche repräsentative und administrative Aufgaben (Art. 7 GRN). Bei Stimmengleichheit hat der Nationalratspräsident den Stichentscheid, stimmt aber sonst nicht mit, ausser bei Wahlen oder bei Abstimmungen, welche die Zustimmung der Mehrheit der Mitglieder des Rates verlangen (Art. 80 ParlG). Er legt die Tagesordnung des Rates im Rahmen des vom Büro des Nationalrates beschlossenen Sessionsprogramms (Art. 9 GRN) fest; dies unter Vorbehalt anderer Ratsbeschlüsse.
Im innerstaatlichen Bereich wird der Präsident des Nationalrates in seiner Funktion als Präsident der Vereinigten Bundesversammlung (Art. 157 BV) als «höchster Schweizer» verstanden, weil die Bundesversammlung «die oberste Gewalt im Bund» (Art. 148 Abs. 1 BV) ausübt. Als Ratspräsident ist er dem Ständeratspräsidenten gleichgestellt. Das «Protokollreglement der Schweizerischen Eidgenossenschaft» des Eidgenössischen Departements für auswärtige Angelegenheiten, das bei Anlässen im Rahmen der internationalen Beziehungen (z. B. Staatsbesuchen) Anwendung findet, reiht jedoch den Nationalratspräsidenten nach dem Gesamtbundesrat, dem Bundespräsidenten, dem Vizepräsidenten und den übrigen Mitgliedern des Bundesrates an fünfter Stelle ein, weil es gemäss Bundesverfassung der Bundesrat ist, der die Schweiz nach aussen vertritt (Art. 184 Abs. 1 BV).

## Wahl
Am Anfang einer neuen Legislaturperiode und bis zur Wahl eines neuen Präsidenten führt der Alterspräsident (das amtsälteste Mitglied) das Amt (Art. 2 GRN). Die Amtsdauer des Präsidenten beträgt ein Jahr (Art. 152 BV). Jeweils zu Beginn der Wintersession werden der Präsident und die beiden Vizepräsidenten vom Nationalrat gewählt. Es ist üblich, dass der zweite Vizepräsident im nächsten Jahr zuerst zum ersten Vizepräsidenten und im Folgejahr zum Präsidenten gewählt wird.
Betreffend die Fraktionszugehörigkeit des Nationalratspräsidenten hat sich seit Jahren ein gewisser Turnus eingebürgert. Dabei stellen die vier grössten Fraktionen abwechslungsweise den Präsidenten – in der Reihenfolge SVP, Mitte, SP, FDP, was früher in etwa der aufsteigend geordneten Stärke der Fraktionen entsprach. Es war dabei üblich, alle zwölf Jahre anstelle der schwächsten der vier grossen eine der kleineren Fraktionen zu berücksichtigen, letztmals 1995 mit einem Mitglied der Liberalen Partei; 2012 wurde entsprechend mit Maya Graf erstmals eine Vertreterin der Grünen-Fraktion zur Nationalratspräsidentin gewählt.
Am 18. November 2022 einigten sich die Präsidenten der sechs zu diesem Zeitpunkt bestehenden Fraktionen auf eine neue Berechnung der Ansprüche auf das Nationalratspräsidium. Die künftige Besetzung basiert auf einer proportionalen Verteilung, die alle bestehenden Fraktionen einbezieht, sofern sie in zwei aufeinanderfolgenden Legislaturperioden die Fraktionsstärke halten. Die Berechnung soll zu Beginn jeder Legislaturperiode erneut vorgenommen werden. Nach der aktuellen Berechnung kann die Grünliberale Fraktion im Jahr 2026 erstmals den Präsidenten stellen.